# Michael United Association Football Club
Il Michael United Association Football Club è una società calcistica di Michael, Isola di Man. Milita nella Premier League, la massima divisione del campionato nazionale.

## Storia
Il Michael United fu fondato nel 1919. Nel corso della storia il club ha vinto tre Hospital Cup, due Woods Cup e una Paul Henry Gold Cup. Nella stagione 2003-04 hanno vinto la Woods Cup battendo il Police A.F.C. (finale giocata il 22 febbraio 2004). Nella stagione 2006-07 terminaro il campionato di Seconda divisione in terza posizione perdendo, inoltre, la finale di Woods Cup (3-1 a favore dei Douglas High School Old Boys). Ottennero la promozione in Premier League al termine della stagione 2007-08, vincendo anche l'edizione annuale della Gold Cup (finale vinta per 3-0 contro il Castletown Metropolitan F.C.).

### Rosa 2011-2012
| N. |                         | Ruolo | Calciatore              |
| -- | ----------------------- | ----- | ----------------------- |
| 1  | Isola di Man (bandiera) | P     | Steve Kelly             |
| 12 | Isola di Man (bandiera) | P     | Andrew Berry            |
| 3  | Isola di Man (bandiera) | D     | Richard Crowe           |
| 4  | Inghilterra (bandiera)  | D     | Antony Corkill          |
| 5  | Isola di Man (bandiera) | D     | Paul Corlett (capitano) |
| 23 | Isola di Man (bandiera) | D     | Tommy Corlett           |
| 80 | Isola di Man (bandiera) | D     | Mikey Hammond           |
| 17 | Svezia (bandiera)       | D     | Andy Williamson         |
| 15 | Isola di Man (bandiera) | D     | Chris Hancox            |

| N. |                         | Ruolo | Calciatore    |
| -- | ----------------------- | ----- | ------------- |
| 6  | Scozia (bandiera)       | C     | Dave Reynolds |
| 7  | Isola di Man (bandiera) | C     | Pete Lewis    |
| 8  | Isola di Man (bandiera) | C     | Matt Brand    |
| 89 | Isola di Man (bandiera) | C     | Kev Pulman    |
| 11 | Isola di Man (bandiera) | C     | James Clegg   |
| 45 | Isola di Man (bandiera) | C     | Will Mitchell |
| 9  | Isola di Man (bandiera) | A     | Ali Kennaugh  |
| 10 | Galles (bandiera)       | A     | Rob Christian |
| 99 | Inghilterra (bandiera)  | A     | Pete Fisher   |

## Palmarès

### Campionati
- Division 2 Champions (4): 1921-22, 1924-25, 1927-28, 1958-59
  - Secondo posto (2): 1980-81, 2007-08

#### Coppe
- Hospital Cup (3): 1958-59, 1960-61, 1962-63
  - Finalista (1): 1956-57
- Woods Cup (2): 1962-63, 2003-04
  -  Finalista (2): 1992-93, 2006-07
- Paul Henry Gold Cup (1): 2007-08

### Squadra riserve

#### Campionato
- Combination League champions (1): 2007-08